# Mortinho por Chegar a Casa
Mortinho por Chegar a Casa é um filme português realizado em 1996 por Carlos da Silva e George Sluizer.
A estreia em Portugal foi a 18 de Outubro de 1996.
"Mortinho por  Chegar a Casa" é uma expressão presente no português europeu, mas pouco usada no português brasileiro, onde equivale a: Desejoso de Chegar em Casa.

## Elenco
- Diogo Infante
- Herman José
- Maria d'Aires
- Huub Stapel